# Karanj (gisement)
Le gisement pétrolier de Karanj est un gisement pétrolier iranien situé 120 km à l'est de la ville d'Ahvaz, dans la province du Khouzistan. Il a été découvert en 1963 et la production est continue depuis l'installation des moyens de production en 1964. La production de pétrole est d'environ 200 000 barils / jour, et ses réserves sont d'environ 11,2 milliards de barils.
Le propriétaire du champ est la National Iranian Oil Company (NIOC) et son exploitation confiée à la National Iranian South Oil Company (NISOC).